# 오카다 나나
오카다 나나(일본어: 岡田 奈々, 1997년 11월 7일 ~ )는 일본의 아이돌, 여성 아이돌 그룹 전 AKB48 팀A 멤버와 전 텐토우무Chu!의 리더이다.
카나가와 현 출신이며, 에이벡스 아스나로 컴퍼니 소속이다.

## 활동
2011년
- 5월, 《AKB48 제10회 연구생 (13기생) 오디션》에 응모했지만, 불합격.

2012년
- 5월, 《AKB48 제11회 연구생 (14기생) 오디션》의 최종 심사에 합격.
- 7월 9일, 극장 공연에서 피로연.

2013년
- 7월, 오카다 같은 당시 AKB48, SKE48, NMB48, HKT48의 연구생로부터 코지마 마코, 니시노 미키, 키타가와 료하, 시부야 나기사, 타시마 메루, 토모나가 미오와 파생 유닛 텐토우무Chu!를 결성.
- 8월 24일, 도쿄 돔에서 행해진 《AKB48 2013 한여름의 돔 투어 ~아직도, 하지 않으면 안되는 것이있다~》에서 도쿄 돔 3일째 공연에서 팀4로 승격하는 것이 발표되었다.

2014년
- 1월 29일, 오오시마 료카, 카와에이 리나와 함께 〈팀 카나가와〉 명의로 동일본 여객 철도(JR 도호쿠) 요코하마 선에 도입되는 신형 차량 E233계 전철 6000번대의 영업 운행 개시에 행하는 《요코하마 선 신형 차량 도입 운동》의 선전을 담당하는 것이 발표되었다.
- 5월 21일 발매의 AKB48의 36th 싱글 〈래브라도 리트리버 (노래)〉에서 표제곡 선발이 되었다.
- 5월부터 6월까지 실시하는 〈AKB48 37th 싱글 선발 총선거〉에서는 51위로, 퓨쳐 걸즈에 선출되었다.
- 11월 26일 발매의 AKB48 38th 싱글 〈희망적 리프레인〉에 수록된 〈지금, Happy〉에서 최초의 센터를 맡았다.

2015년
- 3월 26일, 사이타마 슈퍼 아레나에서 개최된 《AKB48 봄의 단독 콘서트 ~차기 총감독 아직 수행중~》에서, 팀4의 부캡틴을 맡는 것이 발표되었다.
- 5월부터 6월에 걸쳐 실시된 《AKB48 41st 싱글 선발 총선거》에서는 29위로, 언더 걸즈에 선출되었다[1].
- 5월 20일 발매의 AKB48 40th 싱글 〈僕たちは戦わない〉에서 표제곡 선발이 되었다.

2016년
• 6월, "숏컷으로 변신했다."(원래 긴머리)
2017년
- 2월 22일, 자신의 SHOWROOM에서 STU48와 AKB48 겸임을 발표[2]. 그리고 2월 23일 방송의 《AKB48의 올나잇 닛폰》(닛폰 방송)에서 캡틴으로 임명됐다.
- "코인토스" 솔로곡 발표. (2017년 리퀘아워에서 무대를 선보였다.)

2018년
- 3월 14일에 발매된 AKB48 51번째 싱글 자바자에서 센터를 맡았다.
- "솔로콘서트"를 열었다.(인기가 많음, 블루레이 한정판 발매, 지금 품절 )
- 눈물의 표면장벽 4인이 곡 발표했다. (멤버두명졸업) (오카다 나나, 무카이치미온 오리지널멤버 두명이 남았다.)

2019년
- AKB48 싱글에서 오구리 유이와 함께 윙 포지션으로 많이 선발되는 멤버이다.

2020년
- 1월 18일, 도쿄 돔 시티 홀에서 개최된 《STU48 단독 콘서트 ~도쿄에는 물들지 않고 돌아갑니다.~》에서, STU48의 캡틴을 이마무라 미츠키에게 바통 터치를 했다.
- 1월 22일, "유우나아 콘서트"를 열었다.(본인이 "좋은 부부의 날이네요"라고 말했다.)
- 1월, 유우나아모기온채널 유튜브를 개설했다.
- "AKB48 가창력 대회에서 3위"를 했다.
- "솔로 앨범을 목표"로 하고 있다.

2021년
- 유우나아모기온채널 개설한지 1년이 되었다.
- "집에서 2021년 리퀘아워 " 결정되었다. (오카다 나나 출연, AKB48 Team 4, AKB48 First Generation )
- AKB48 그룹 내 인기순위 "TOP5"에 든다.
- AKB48 그룹 내 트위터 ♡좋아요 수가 많다.
- 7월 7일, 본인 유튜브 에 연예사무소 에이벡스 아스나로 컴퍼니 이적을 발표했다. 원래 지난 5월부터 소속되어 있었는데 AKB48 콘서트 및 스케줄이 있어서 언제 발표해야 하나 많이 고민했다고 한다.
- 9월 29일에 발매된 AKB48 58번째 싱글 근거 없는 Rumor에서 센터를 맡았다.

2022년
- 3월 18일, 코베 국제회관 코쿠사이 홀에서 행해진 《STU48 오카다 나나 라스트 콘서트 ~Sailing day from NANA~》을 기해 STU48의 겸임을 해제했다.
- 11월 19일, 무대에서 공연한 배우 이노 히로키와의 교제가 《문춘 온라인》에서 전했다[3].
- 11월 23일, 자신의 트위터에서 교제 보도에 의해 사죄해, 그룹을 졸업하는 것을 발표했다[4].

2023년
- 4월 2일, AKB48 극장에서 행해진 졸업 공연으로 인해 AKB48를 졸업.

## 작품

### 착신 싱글
1. ゼロセンチ (2025년 5월 30일)

### 앨범
1. Asymmetry (2023년 11월 7일)
2. Contrust (2024년 11월 27일)